# Visual FoxPro

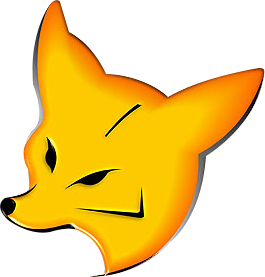
Microsoft Visual FoxPro

O Microsoft Visual FoxPro foi uma plataforma para o desenvolvimento de aplicações Windows para o desktop centradas em bases de dados, bem como front-end para sistemas cliente-servidor.

## Características
O Microsoft Visual FoxPro é uma ferramenta orientada a objectos e eventos.
Oferecendo suporte para consultas remotas, SQL Pass-Through para desenvolvimento de componentes COM+ para middle-tier (camada de regra de negócio) para acesso a qualquer base de dados corporativa, através do seu Universal Data Access, que se utilizando da classe de objecto CursorAdapter provê, acesso nativo ao sua base de dados própria (DBC), o acesso a XML, Microsoft SQL Server 2000 e fontes de dados baseadas em ODBC e OLE DB.
Integração com a plataforma .Net, possui um grande número de funções nativas e exclusivas para tratamento de documentos XML e XML Web Services, permitindo o uso de XML hierárquicos e suporte a esquemas XSD.
Através de Componentes COM, incluindo Office, Microsoft Visual Studio e tecnologias Active Server Pages (ASP), pois com o seu suporte nativo a Serviços COM+, o Visual FoxPro pode criar facilmente componentes altamente escaláveis para aplicações de três camadas.

## Descontinuação do Visual FoxPro
O Microsoft Visual FoxPro está actualmente na versão 9.0 SP2. Em março de 2007 foi anunciado no Visual FoxPro Developer Center que  não  haverá uma versão 10 deste produto. O VFP 9.0 continuou a ser suportado até 2015, conforme a política de Ciclo de Vida da Microsoft.
Simultâneamente a Microsoft anunciou que estaria liberando gratuitamente o trabalho já completado do Sedna, que tem como objectivo aumentar a integração do Visual FoxPro com outros produtos e tecnologias, através do portal Codeplex.
Este fato junto com a maneira com que o produto evoluiu desagradando a maior parte da base de usuários, se faz necessário procurar alternativas como o Harbour que está adicionando camadas de compatibilidade com o FoxPro.

## Popularidade
O índice TIOBE Programming Community Index de junho de 2006 apresentou o Microsoft Visual FoxPro na 12ª posição no ranking de popularidade de linguagens de programação. Em julho de 2008, o mesmo índice listava FoxPro/xBase na 23ª posição do ranking ( Microsoft Visual FoxPro não é listado), passando à 27ª posição em setembro de 2008.

### Versões
Todas as versões lançadas para Windows:
| Version                          | Release Date           |
| -------------------------------- | ---------------------- |
| Visual FoxPro 3.0                | Junho de 1995          |
| Visual FoxPro 5.0                | Outubro de 1996        |
| Visual FoxPro 5.0a               | Outubro de 1997        |
| Visual FoxPro 6.0                | 18 de maio de 1998     |
| Visual FoxPro 7.0                | 27 de junho de 2001    |
| Visual FoxPro 8.0                | 1 de fevereiro de 2003 |
| Visual FoxPro 8.0 Service Pack 1 | 7 de outubro de 2003   |
| Visual FoxPro 9                  | 20 de dezembro de 2004 |
| Visual FoxPro 9 Service Pack 1   | 8 de dezembro de 2005  |
| Visual FoxPro 9 Service Pack 2   | 16 de outubro de 2007  |